# رباط حاج فرامرز خان
رباط حاج فرامرز خان (کانون) مربوط به دوره قاجار است و در سبزوار، در غرب میدان کارگر واقع شده و این اثر در تاریخ ۲۹ تیر ۱۳۷۷ با شمارهٔ ثبت ۲۰۵۷ به‌عنوان یکی از آثار ملی ایران به ثبت رسیده‌است.
این بنا از نوع کاروانسراهای چهار ایوانی است که به استناد وقف نامه موجود در سال ۱۲۹۱ ه‍.ق توسط حاج فرامرزخان سبزواری جهت استفاده زوار حضرت رضا (ع) در کنار شاهراه خراسان ساخته شده‌است. ورودی این رباط از بخش جنوبی و از طریق یک هشتی به ایوان جنوبی منتهی می‌گردد. صحن رباط روباز بوده و علاوه بر چهار ایوان اصلی غرفه‌هایی نیز مشرف بر صحن ساخته شده‌است. در انتهای غرفه‌ها حجره‌هایی تعبیه شده که در پشت اتاق‌های شمالی، شرقی و غربی سالن‌هایی طویل جهت بارانداز، مال بند یا اصطبل در نظر گرفته شده‌است و هم‌اکنون قسمتی از این مکان به عنوان موزه مردم شناسی تغییر کاربری یافته‌است.

## نگارخانه

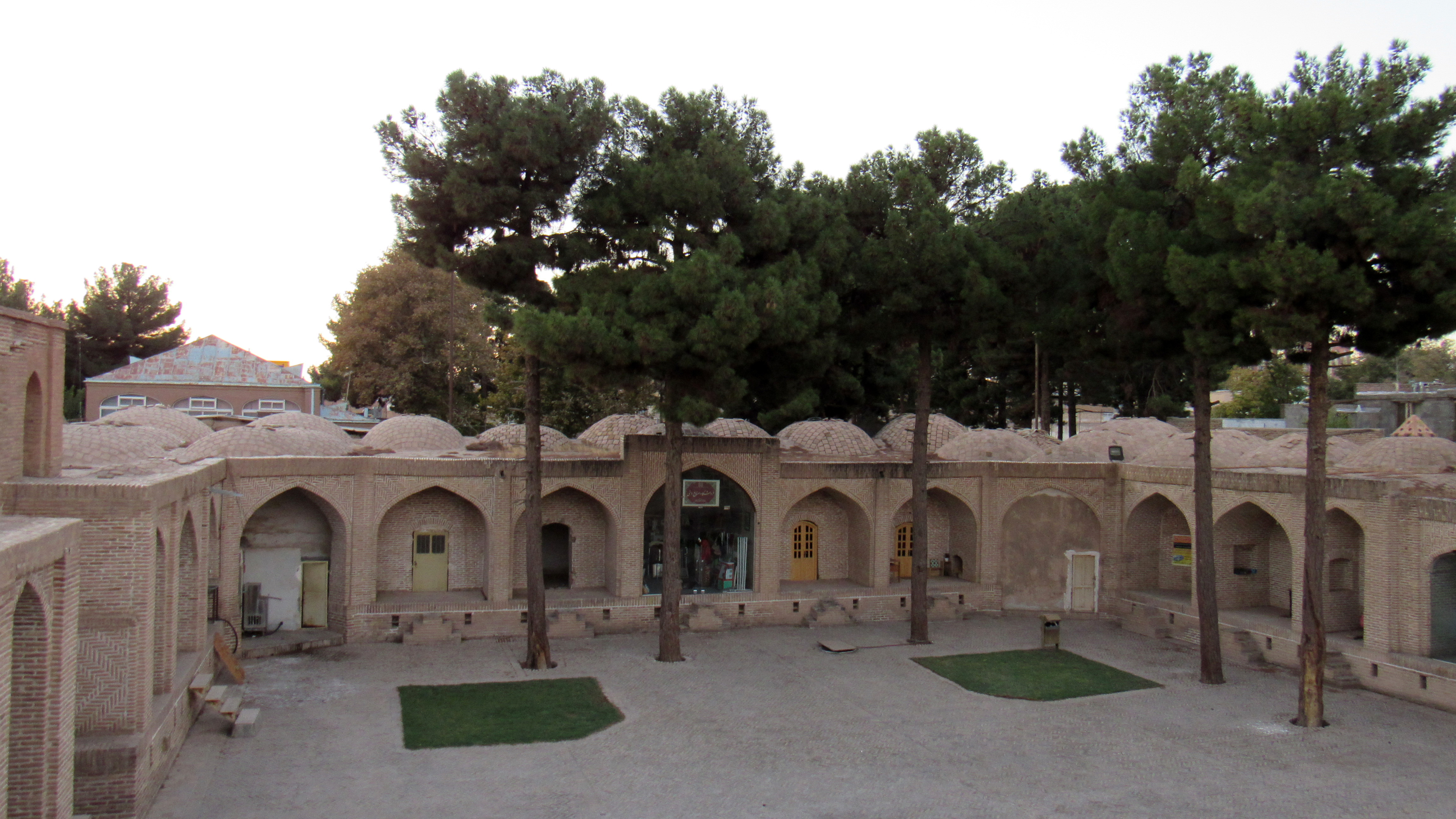
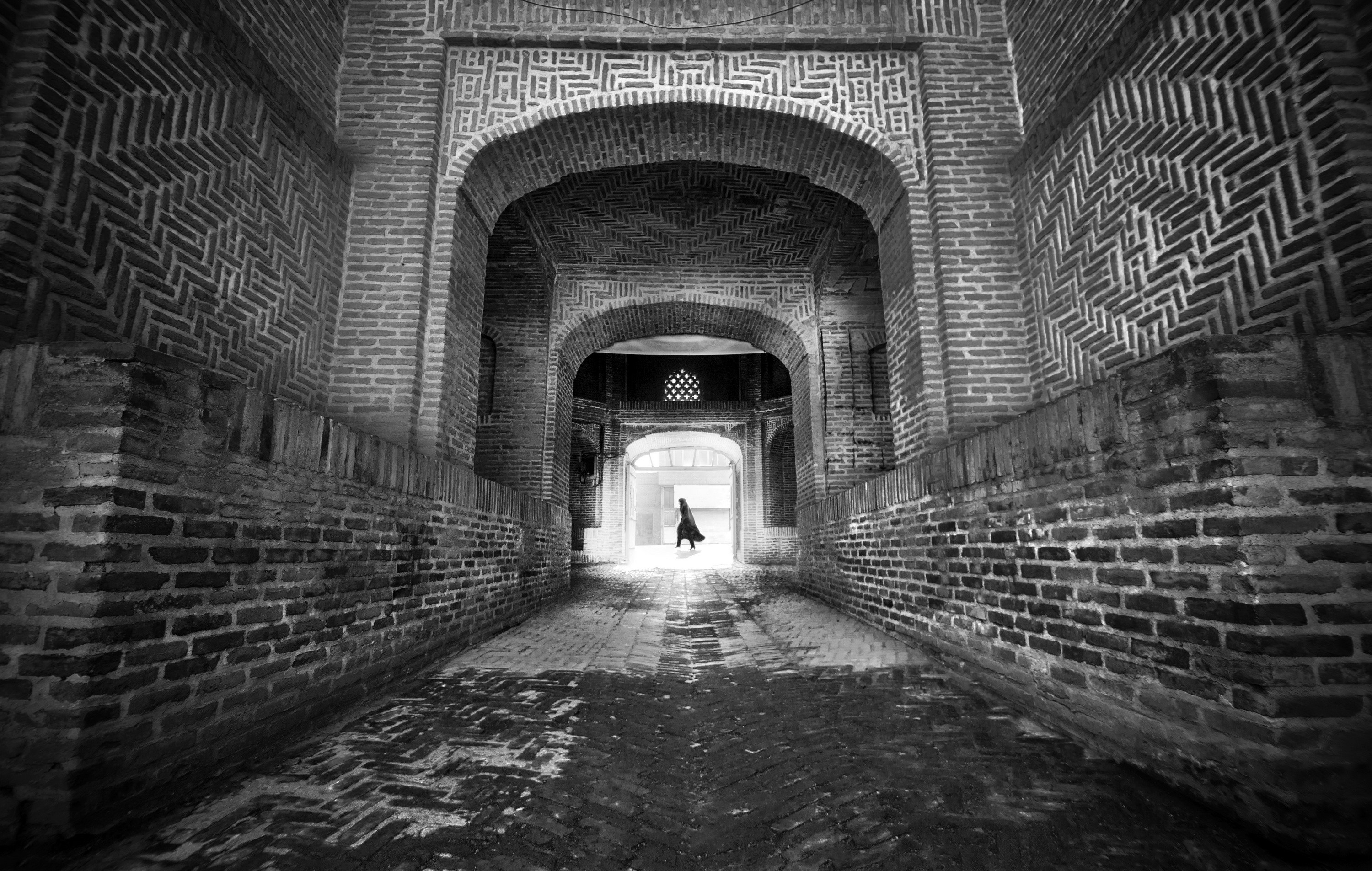